# Neorealismus (Internationale Beziehungen)
Der Neorealismus ist eine einflussreiche politikwissenschaftliche Theorie der Internationalen Beziehungen. Gemäß dieser Theorie sind die internationalen Beziehungen durch die absolute Dominanz von Sicherheitsinteressen der Staaten, deren Selbsterhaltungstrieb und ihrer Verweigerung von Kooperation geprägt. Da es keine übergeordnete Instanz gibt, wie etwa eine Weltregierung, die für alle Staaten gültige Regeln und Normen setzt, besteht eine ständige Unsicherheit über die Intentionen der Nachbarn, weshalb die Staaten stets auf den schlimmsten Konfliktfall (Krieg) vorbereitet sein müssen.
Mit diesen Annahmen steht der Neorealismus in der Tradition des Klassischen Realismus. In diesem werden jedoch Kriege anthropologisch mit der Natur des Menschen begründet, im Mittelpunkt steht das menschliche und staatliche Streben nach Macht. Zentrales Motiv in der neorealistischen Deutung ist dagegen das Überleben.
Ein weiterer Unterschied zum Klassischen Realismus besteht darin, dass der Neorealismus sich als systemische Theorie internationaler Politik versteht, während die Vorgängertheorie die Außenpolitik von Staaten summierte und auswertete. Diese Methode schließt der Neorealismus aus (Reduktionismus-Verbot). Er schließt in seinen Analysen umgekehrt von der Struktur des internationalen Systems auf das Verhalten von Staaten und wird daher auch als Struktureller Realismus bezeichnet.
Hauptvertreter des Neorealismus ist Kenneth Waltz, der 1979 mit seinem Buch Theory of International Politics die Grundlagen schuf.

## Historischer Hintergrund
Der Klassische Realismus war stark von den Erfahrungen der Zwischenkriegsperiode und des Zweiten Weltkrieges geprägt worden. Der Neorealismus ist dagegen in seinem Entstehungskontext eng mit dem Ost-West-Konflikt verbunden. Als sich in den 1970er-Jahren eine Annäherung zwischen der Sowjetunion und den USA abzeichnete, verlor der traditionelle Realismus zunehmend an Erklärungskraft. Andere Theorien, wie der interdependenztheoretische Ansatz oder die Weltsystem-Theorie konnten die stärkere Kooperation in den internationalen Beziehungen besser analysieren. Mit der Sowjetischen Intervention in Afghanistan war die kurze Phase der Entspannung jedoch beendet. Außerdem wurde der befriedende Einfluss der USA auf die internationalen Beziehungen mit der Iranischen Revolution deutlich geschwächt. Mit der Ölpreiskrise geriet die ökonomische Vormachtstellung der westlichen Führungsmacht ins Wanken. Genau in diese Zeit des „relativen Niedergangs der USA in der Weltwirtschaft fiel die Veröffentlichung von Kenneth Waltz' Theory of international politics.“
Die mit diesem Buch begründete Theorie wurde 1984 von Richard Ashley erstmals als Neorealismus bezeichnet.

## Neorealismus nach Waltz

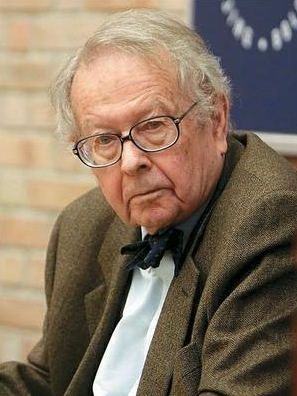
Kenneth Waltz

Der Neorealismus hat nach Kenneth Waltz zwei zentrale Fragestellungen: Warum tendieren Staaten in ihrem Außenverhalten trotz unterschiedlicher Verfassungssysteme und unterschiedlicher Ideologien zu ähnlichem Außenverhalten? Und: Warum gibt es in bestimmten Phasen der Geschichte mehr Kriege, und warum sind andere Phasen trotz hoher Spannungen friedlich?
Waltz beantwortet diese Fragen auf Basis einiger Grundannahmen:
- Das internationale System besteht aus zwei Elementen, den Akteuren bzw. Einheiten des Systems (units), den Staaten, und aus der separaten Struktur des Systems (structure). Beide Elemente sind getrennt voneinander zu untersuchen. „Auch wenn die Struktur die Akteure voraussetzt, unterliegt sie nicht mehr ihrer Kontrolle. Die Struktur des internationalen Systems übt einen eigenständigen, funktionalen Einfluss aus und bewirkt, dass sich unterschiedliche Akteure außenpolitisch ähnlich verhalten.“[6]
- Das internationale System ist anarchisch und nicht hierarchisch organisiert, das heißt, es gibt keine übergeordnete Regelungs- und Kontrollinstanz (etwa im Sinne einer Weltregierung).
- Staaten sind einheitliche, uniforme, homogene und rationale Akteure, deren „Innenleben“ für die neorealistische Theorie nicht von Bedeutung ist.
- An erster Stelle der Präferenzordnung aller Staaten steht das Überleben. Das drückt sich im Streben nach Erhalt der staatlichen und geografischen Integrität aus.
- Staaten orientieren sich in ihrem außenpolitischen Handeln am Kriterium der Zweck-Mittel-Rationalität. Ungewissheit über die Absichten anderer Staaten, Aggressivität und Expansionsdrang sind immer drohende Möglichkeiten.
- Für die neorealistische Analyse ist der einzige Unterschied zwischen den Staaten ihr jeweiliges Machtpotenzial. Das deutet Waltz als Eigenschaft der Struktur des internationalen Systems. Es sind drei konkrete Machtverhältnisse denkbar:
  - Ein unipolares internationales System (es gibt einen besonders mächtigen Staat, den Hegemon).
  - Ein bipolares internationales System (es bestehen zwei besonders mächtige Staaten, wie während des Ost-West-Konfliktes).
  - Ein multipolares internationales System (es bestehen mehr als zwei besonders mächtige Staaten).

Wegen der fehlenden übergeordneten Instanz greifen alle Staaten zu Selbsthilfestrategien, die grundsätzlich darin bestehen, Machtungleichgewichte wieder zu korrigieren (balancing). Das geschieht entweder durch eigene Aufrüstung oder durch Bündnisbildung. Solche Bündnisbildung ist aus Sicht des Neorealismus die einzige Variante freiwilliger Zusammenarbeit auf internationaler Ebene. Überstaatlichen Institutionen wird darüber hinaus keine besondere Rolle zugemessen. Nur eine einzige Form internationaler Kooperation, die über Bündnisbildung hinausgeht, ist nach neorealistischer Auffassung denkbar: Die hegemonial indizierte Kooperation. Dabei zwingt der Hegemon zur Steigerung der gemeinsamen Wohlfahrt andere Staaten zur Zusammenarbeit und übernimmt den Großteil der gemeinsamen Kosten sowie den militärischen Schutz.
Nach neorealistischer Annahme neigen bipolare Systeme mit zwei besonders mächtigen Staaten am wenigsten zu Kriegen auf internationaler Ebene, weil die kriegshemmende Machtbalance am ehesten herzustellen ist. Empirisches Beispiel ist der Kalte Krieg. In multipolaren Systemen ist es dagegen deutlich problematischer, weil sich jeder Staat von einer Vielzahl anderer Staaten bedroht fühlen muss. In einem unipolaren System stellt der Hegemon für alle anderen Staaten eine Bedrohung dar, woraufhin im Sinne der Machtbalance Gegenbündnisse geschmiedet werden. Das wiederum liegt nicht im Interesse des Hegemons, womit die Wahrscheinlichkeit kriegerischer Konflikte steigt.

## Offensiver Neorealismus nach Mearsheimer

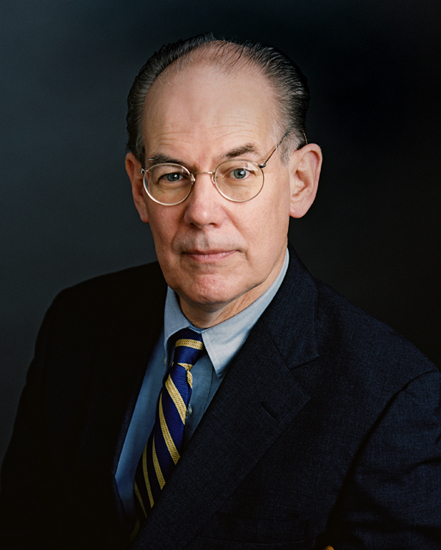
John J. Mearsheimer

John J. Mearsheimer, dessen Annahmen an die des Klassischen Realismus erinnern und von ihm selbst als „offensiver Realismus“ etikettiert werden, der sie aber aus systemischen Faktoren ableitet und darum zu den Neorealisten gezählt wird, widerspricht der Waltz-These vom Streben nach Machtbalance. Nach seiner Meinung streben Staaten aus Unsicherheit über das Verhalten der anderen so lange nach Macht, bis sie hegemonialen Status erreicht haben oder bis sie bei diesem Versuch scheitern. Ist Hegemonie erreicht, endet das Streben nach Macht, weil der Selbsthilfeimpuls nicht mehr relevant ist. Bei dieser Betrachtungsweise zählen für Mearsheimer „wie bei den Realisten aller Couleur (…) allein die großen Mächte im System.“ Kleine Staaten können sich nur einer Macht anschließen, die dem sich abzeichnenden regionalen Hegemon Paroli bietet, oder sie warten ab, bis es ihnen ein Staat aus der Nachbarschaft abnimmt, eine gegnerische Koalition zu bilden.

## Methodische Schwäche und Zielkonflikte des Neorealismus
Als zentrale Schwäche des Neorealismus wird die völlige Vernachlässigung der inneren Verfasstheit von Staaten für die Herausbildung von Handlungsmotiven und Präferenzen in der internationalen Politik genannt, was zu empirischen Schwachstellen in der Theorie führt. Diese verbreitete Kritik und auch die Erklärungsschwäche der Theorie führte dazu, dass von späteren Vertretern des Neorealismus verstärkt subsystemische Faktoren in die Analysen einbezogen wurden. Das brachte die Frage auf, „ob angesichts dieser Vernachlässigung systemischer Faktoren im aktuellen Neorealismus überhaupt noch jemand ein (Neo)Realist sei, da fast alle sich als Neorealisten bezeichnenden Autoren in ihre Arbeiten Elemente aufnehmen würden, die den Grundannahmen der Waltz'schen Theorie widersprächen.“
Trotz seiner methodischen Schwächen ist der Neorealismus von großer praktischer Bedeutung, „da eine (neo)realistische Weltsicht in vielen Außen- und Verteidigungsministerien ihre politische Prägekraft entfaltet“.
Ein Problem bei der Umsetzung einer neorealistischen Politik ist das Finden einer Balance zwischen Autonomie, die sich auf militärische und wirtschaftliche Dominanz, Beherrschung externer Ressourcen usw. gründet, und der Gewinnung von Einfluss z. B. durch Diplomatie, Entwicklungszusammenarbeit und andere friedliche Mittel im Rahmen multilateraler Strategien. Beide Ziele können miteinander konfligieren. So setzte Deutschland von 1990 bis 2022 mehr auf die Gewinnung von Einfluss als auf Autonomie, weil die Politik die Sicherheitslage eher als günstig ansah (sog. „Machtvergessenheit“ Deutschlands). Das freiwillige Eingehen einseitiger oder wechselseitiger Abhängigkeiten kann die Autonomie reduzieren, ist also je nach geopolitischer, wirtschaftlicher usw. Lage mehr oder weniger riskant.
Demgegenüber hebt Carlo Masala die Erklärungskraft der neorealistischen Theorie für das internationale Geschehen nach 1990 hervor. Während neoliberale Institutionalisten und Liberale keine Veränderungen im amerikanischen Verhalten nach dem Ende des Ost-West-Konflikts erwarteten, prognostizierten neorealistische Autoren bereits frühzeitig eine unilateralistische Wende in der US-Außenpolitik auf Grund des Fehlens eines globalen Gegengewichts. Waltz habe bereits in den 1990er Jahren vorausgesehen, dass es zu einer Gegenmachtbildung gegen die amerikanische Übermacht kommen werde. Auch die Aktivitäten von al-Qaida und anderen Terrorgruppen in Verbindung mit bestimmten Staaten ließen sich als ein solcher rationaler Versuch der Gegenmachtbildung interpretieren.

## Kritik am Entstehungsmythos des offensiven Neorealismus
Adam Tooze führt den Ansatz Mearsheimers im Anschluss an den Germanisten Matthew Specter ideengeschichtlich auf das sozialdarwinistisch begründete geopolitische Denken des Imperialismus und dessen „rigiden moralischen Relativismus“ zurück, vor allem auf deutsche Theoretiker wie Karl Haushofer und Carl Schmitt. „Specter zieht eine gerade Linie, die von den Politischen Geografen und Seemacht-Theoretikern des späten 19. Jahrhunderts wie in Deutschland Friedrich Ratzel oder in den USA Alfred Mahan über die deutschen Geopolitiker der Zwischenkriegszeit – etwa Karl Haushofer und Carl Schmitt – zu den Klassikern des amerikanischen Realismus führt, zum Beispiel zu Hans Morgenthau.“ In den USA hätte man diese „deutsch-amerikanische Linie“ und den Ursprung im US-amerikanischen Imperialismus mit einer Pseudoerklärung kaschiert, zu der oft Thukydides’ Melierdialog beigezogen werde. Tooze findet diese Herleitung „verengt“ und betont Mearsheimers Kritik am Imperialismus. Er sieht auch Affinitäten mit Edward Hallett Carr, Goldsworthy Lowes Dickinson und politisch links orientierten Historikern wie Charles Beard, die den Realismus dafür schätzen, „die brutale Logik der Mächte unverblümt auszusprechen.“ Tooze konstatiert außerdem, dass Mearsheimers Optik, die tatsächlich Einblick in das Geschehen gebe, von einer großen Mehrheit des außenpolitischen Establishments in den USA geteilt werde. Er kritisiert jedoch, dass der Kriegseintritt Russlands 2022 gerade unter realistischen Vorzeichen nicht sinnvoll gewesen sei:

„Wahrer Realismus ist die endlose Aufgabe, unsere politischen Ziele und die Wege, diese zu erreichen, vernünftig zu bestimmen. Im Ergebnis dessen zum Mittel des Krieges zu greifen, sollte so deutlich verurteilt werden, wie es ein derartiger Schritt verdient. Eine solche Entscheidung darf nicht als eine „logische“ und letztlich auf der Hand liegende Reaktion auf irgendwelche gegebenen Umstände normalisiert werden. Wer immer in politische Entscheidungen involviert ist oder sich darüber öffentlich und wissenschaftlich äußert, ist an diesem Imperativ zu messen.“

### Primärliteratur
- Kenneth Waltz: Theory of international politics. McGraw-Hill, Boston 1979.
- Kenneth Waltz: Realism and international politics. Routledge, New York 2008.
- John J. Mearsheimer: The tragedy of Great Power politics. Norton, New York 2001.

### Deutschsprachige Sekundärliteratur
- Carlo Masala: Kenneth N. Waltz. Einführung in seine Theorie und Auseinandersetzung mit seinen Kritikern. 2. Auflage, Nomos, Baden-Baden 2014, ISBN 978-3-8487-0352-4.
- Niklas Schörnig, Neorealismus. In: Siegfried Schieder und Manuela Spindler: Theorien der internationalen Beziehungen. 3. Auflage, Budrich, Opladen 2010, ISBN 978-3-8252-2315-1, S. 65–96.
- Thomas Vogt: Der Neorealismus in der internationalen Politik. Eine wissenschaftstheoretische Analyse. Deutscher Universitäts-Verlag, Wiesbaden, ISBN 978-3-8244-4353-6.